# .mn
.mn là tên miền quốc gia cấp cao nhất (ccTLD) của Mông Cổ. Được quản lý bởi Datacom. Tên miền là các phụ âm của vần đầu trong tên đất nước.
Vài tên miền cấp 2 được để dùng cho mục đích đặc biệt, như:
- .gov.mn - cơ quan chính phủ
- .edu.mn - cơ quan giáo dục
- .org.mn - tổ chức phi lợi nhuận

Bang Minnesota của Hoa Kỳ cũng có một số ít sử dụng tên miền, như tên www.leg.state.mn.us, trang của Cơ quan lập pháp bang Minnesota, dẫn đến www.leg.mn với bản ghi CNAME.
Cơ quan đăng ký không yêu cầu tên miền cấp 2 cụ thể. Vào năm 2006, cơ quan đăng ký không còn hỗ trợ tên miền quốc tế hóa nữa.